# Parafia Przemienienia Pańskiego w Walsingham
Parafia Przemienienia Pańskiego – prawosławna parafia w Walsingham, jedna z ośmiu takich placówek duszpasterskich Wikariatu Wielkiej Brytanii i Irlandii. 
Parafia posługuje się kalendarzem gregoriańskim, jej językiem liturgicznym jest angielski. 